# BMW R 1200 R
BMW R 1200 R är en motorcykelmodell från BMW som började säljas 2006.

## Data
- Motor: 4-takts luftkyld bensinmotor, 2 cylindrar, 4 ventiler per cylinder.